# Mallory Wanecque
Mallory Wanecque (Valenciennes, 26 de julio de 2006) es una actriz francesa. Es conocida por su papel protagonista en su primer largometraje, Los peores (2022), por el que ganó el premio Rising Star a la mejor actriz joven internacional en el Festival de Cine de Roma de 2022 y fue nominada a los Premios César 2023 a la Mejor Actriz Revelación.

## Biografía
Wanecque nació el 26 de julio de 2006 en Valenciennes, situada en el departamento de Norte en la región de Alta Francia. Asistió a la Escuela Jules Ferry en Anzin. Un día, cuando salía de la escuela sosteniendo a su hermana pequeña en sus brazos, se encontró con tres mujeres que estaban distribuyendo volantes para un casting y llamó la atención del director de casting de la película Los peores, quien le dejó su número a Wanecque. Pasó la audición y luego abandonó la escuela secundaria para seguir una carrera cinematográfica.
En 2022, debutó con un papel protagonista en el drama, Los peores (Les pires), dirigido por Lise Akoka y Romane Gueret, por el que ganó el premio Rising Star a la mejor actriz joven internacional en el Festival de Cine de Roma de 2022, y fue nominada a los premios César a la Mejor Actriz Revelación en 2023. Luego protagonizó la comedia Comme un prince (2023) de Ali Marhyar donde interpreta a una boxeadora adolescente.
En 2024, protagonizó el drama de Teddy Lussi-Modeste, Pas de vagues, y la comedia romántica musical Corazones rotos de Gilles Lellouche, presentado en la sección oficial del Festival Internacional de Cine de Cannes de 2024, en el que encarna la adolescencia del personaje de Jackie, interpretado de adulto por Adèle Exarchopoulos.

## Filmografía
| Año  | Título original | Título en español | Papel               | Notas | Ref.   |
| ---- | --------------- | ----------------- | ------------------- | ----- | ------ |
| 2022 | Les pires       | Los peores        | Lily                |       | [ 5 ]  |
| 2023 | Comme un prince | Como un príncipe  | Mélissa             |       | [ 10 ] |
| 2024 | Pas de vagues   | La acusación      | Océane              |       | [ 15 ] |
| 2024 | L'Amour ouf     | Corazones rotos   | Jackie (de 15 años) |       | [ 13 ] |
| 2025 | Rapaces         | Rapaces           | Ava Haddaoui        |       | [ 16 ] |

## Premios y nominaciones
| Año  | Premio / Festival                               | Categoría                                                     | Trabajo nominado | Resultado | Ref.   |
| ---- | ----------------------------------------------- | ------------------------------------------------------------- | ---------------- | --------- | ------ |
| 2022 | Festival de Cine de Sarlat                      | Mejor Actriz                                                  | Los peores       | Ganadora  | [ 17 ] |
| 2022 | Festival des Avant-premières de Cosne sur Loire | Mejor Actriz                                                  | Los peores       | Ganadora  | [ 18 ] |
| 2022 | Festival de Cine de Roma                        | Premio Do-Cine Rising Star al Mejor Actor Joven Internacional | Los peores       | Ganadora  | [ 8 ]  |
| 2023 | Paris Film Critics Awards                       | Mejor Actriz Revelación                                       | Los peores       | Nominada  | [ 19 ] |
| 2023 | Premios César                                   | Mejor Actriz Revelación                                       | Los peores       | Nominada  | [ 9 ]  |
| 2023 | Festival de Cine de Cabourg                     | Prix Premier Rendez-Vous                                      | Los peores       | Ganadora  | [ 20 ] |